# Artesanía de España

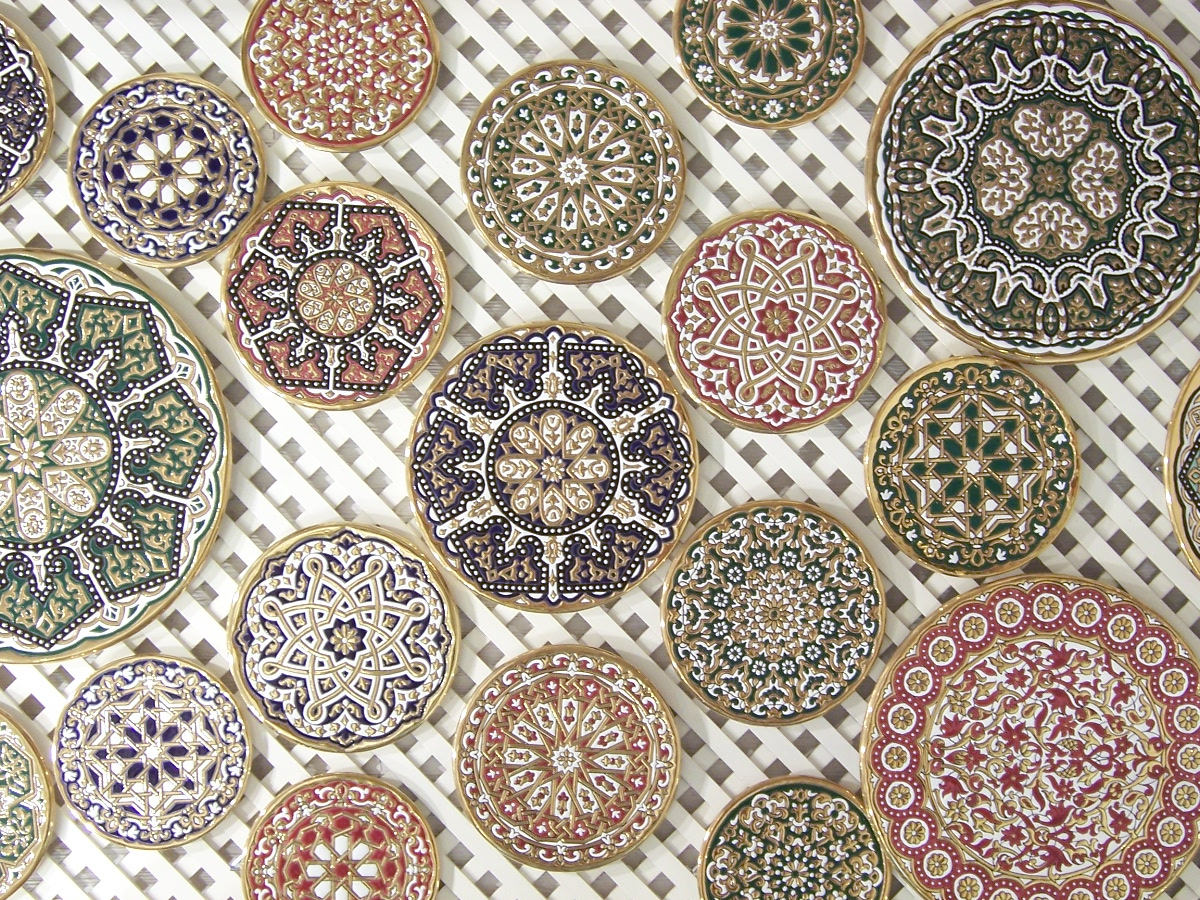
Platos de loza de Fajalauza (Granada) decorados con lacerías y geometrías de origen andalusí.

La Artesanía de España recoge el legado de distintas civilizaciones durante centurias, intercambiando experiencias culturales y bienes de diversa índole gracias a la rica producción de enseres que se ha realizado desde tiempos prehistóricos en la península ibérica. Cada una de las regiones que forman España guardan una variada cultura artesanal propia transmitida entre generaciones a lo largo del tiempo, dando así lugar a una gran variedad de oficios y productos del país que son reconocidos con rango internacional.
Aunque la producción es muy heterogénea, pueden destacarse los trabajos elaborados en alfarería y cerámica, vidrio, madera, cuero, cestería, tejidos, encajes y en diferentes metales. La obra de los artesanos españoles puede ser certificada voluntariamente en las diferentes regiones, autentificando su producción.

## Historia

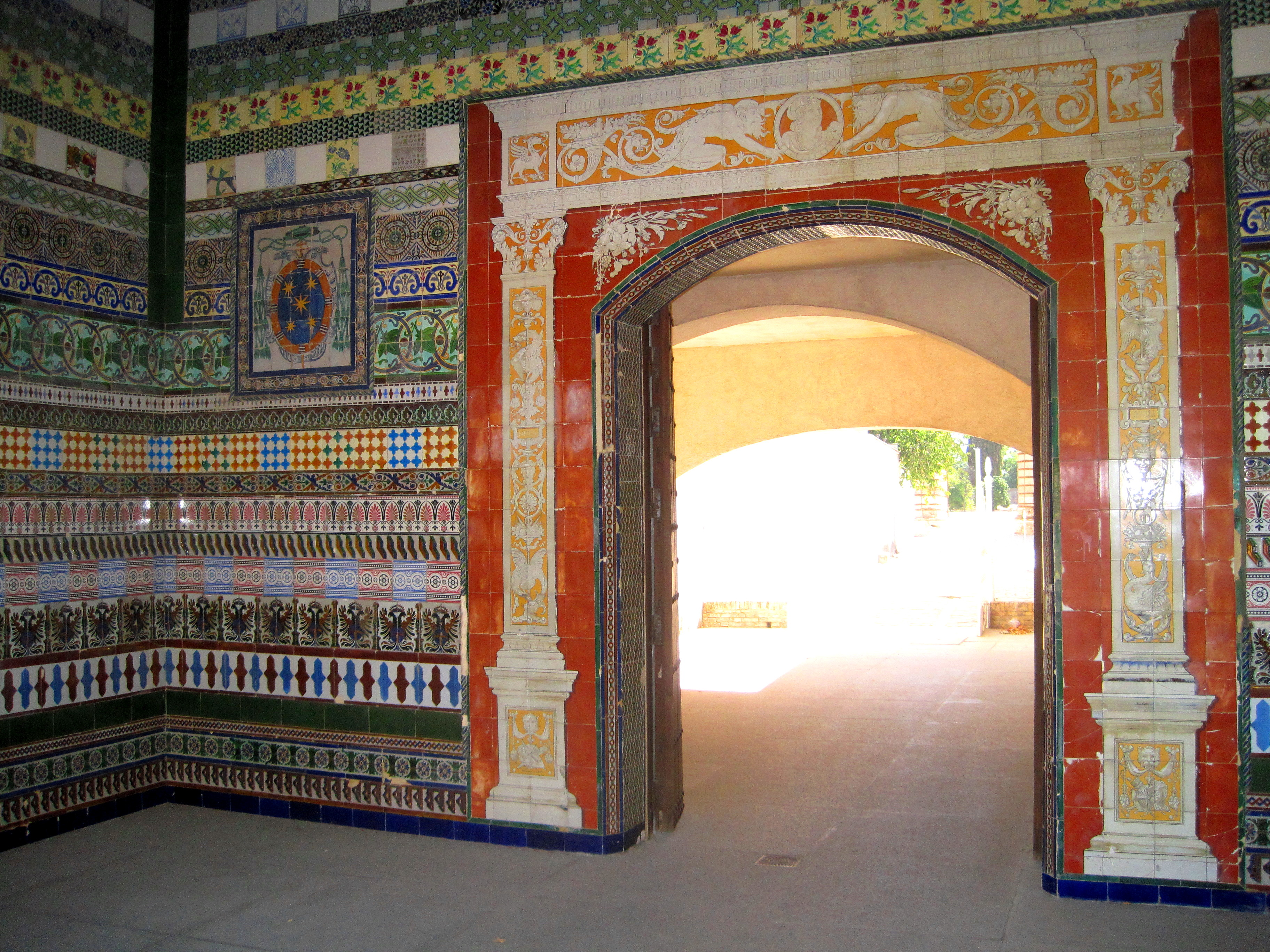
Revestimiento cerámico interior de la Real Fábrica de la Cartuja, en Sevilla.

Desde la prehistoria se ha realizado una gran producción de todo tipo de objetos que ensalza la enorme tradición de lo artesano en el país ibérico. A lo largo de los siglos los oficios artesanos españoles se vieron influidos en muchas ocasiones por la cultura de los pueblos que se asentaron en la península ibérica, pero esto cambió durante la consolidación de los antiguos reinos cristianos, en los que los artesanos estaban totalmente organizados a través de diversas instituciones gubernamentales que tenían el poder para legislar sobre todas las competencias relacionadas con la artesanía.
En ese tiempo, las leyes contemplaban que los grandes nobles acudieran asiduamente a rendir pleitesía al monarca a palacio, contribuyendo así a la creación de una artesanía suntuosa y de gran categoría que culminó con la instauración de las Reales Fábricas y otros conjuntos manufactureros para atender la alta demanda de diversos enseres entre los que destaca el fuertemente arraigado sector de la piel, ubicado por antonomasia en las afueras de las ciudades ya que los residuos provacados por su actividad eran demasiado molestos para la población aledaña, necesitando además instalarse cerca de los mataderos para obtener el género.
Finalmente durante el final de la Edad Media y debido a las persistentes transformaciones del modo de organización feudal aparecieron gradualmente una serie de elementos económicos que indican el nacimiento de distintas formas de producción y posterior comercialización, emergiendo los gremios artesanales con especial interés en conservar y defender al mismo tiempo sus intereses pecuniarios, asociándose y estructurándose en organizaciones corporativas para establecer lazos de diversa índole con otros artesanos del continente europeo.

## Artesanía por comunidades autónomas

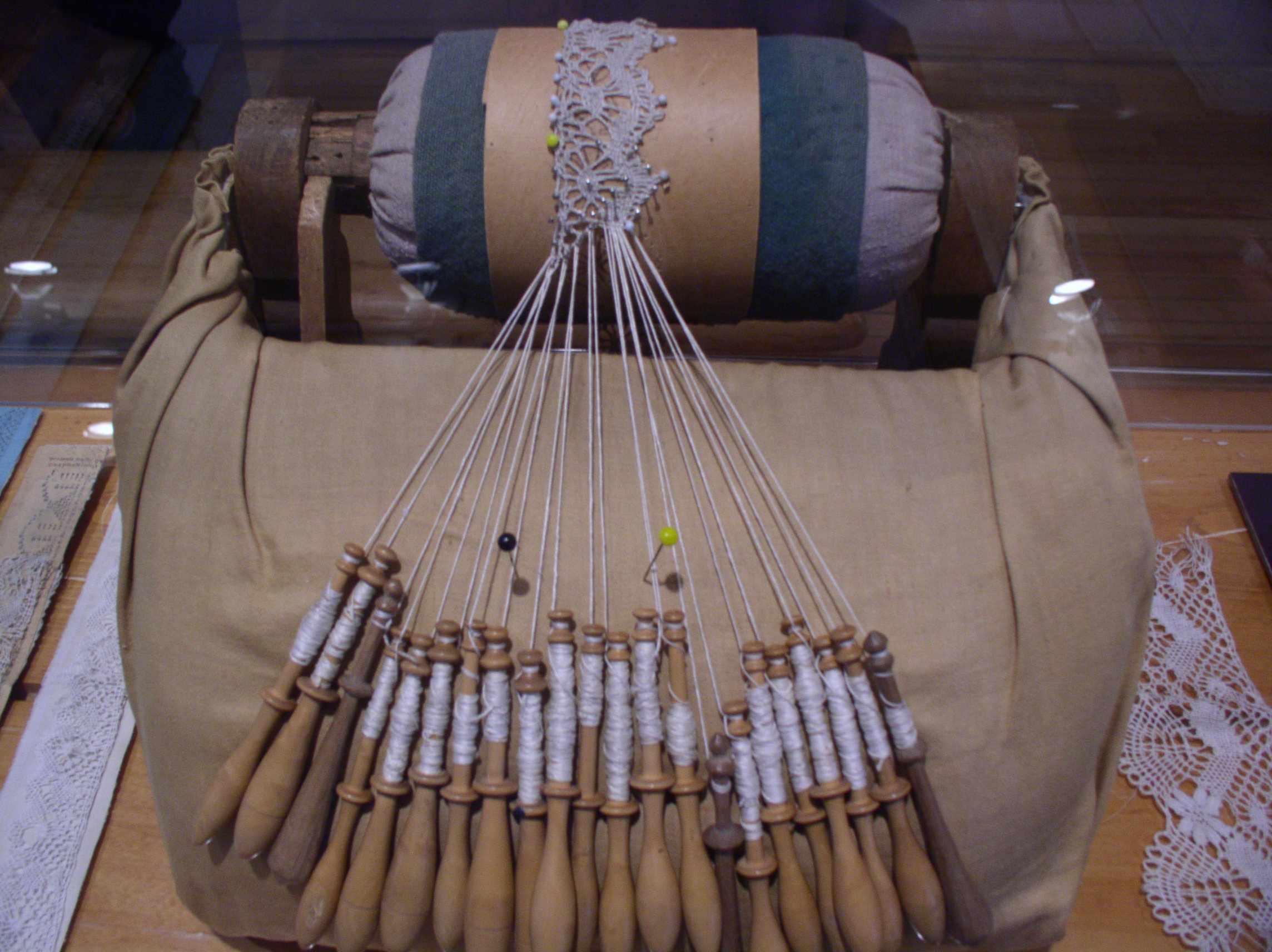
Muestra de la elaboración del típico Encaje de bolillos.

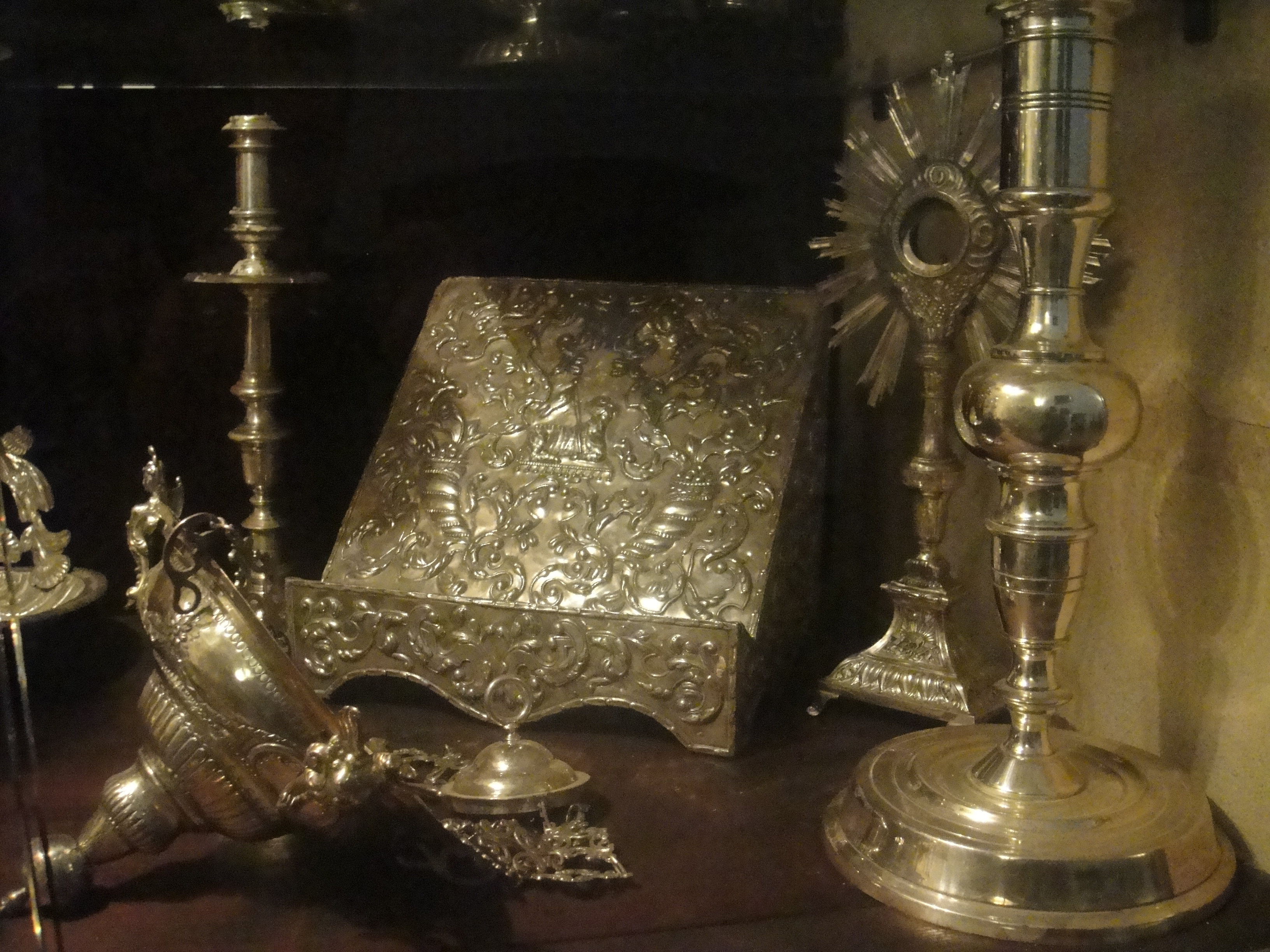
Varios artículos de orfebrería artesanal española.

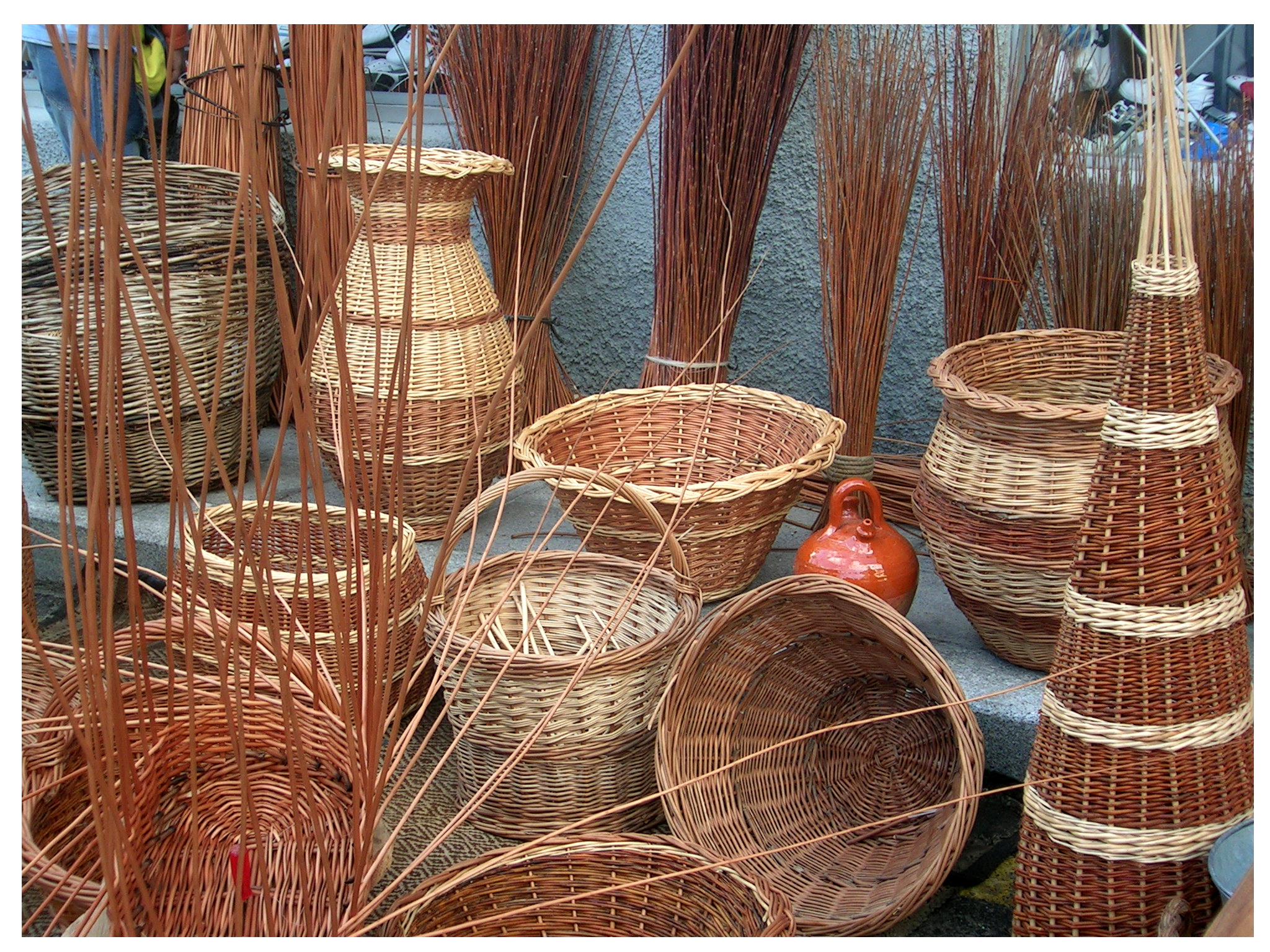
Cestería en mimbre típica de Cáceres.

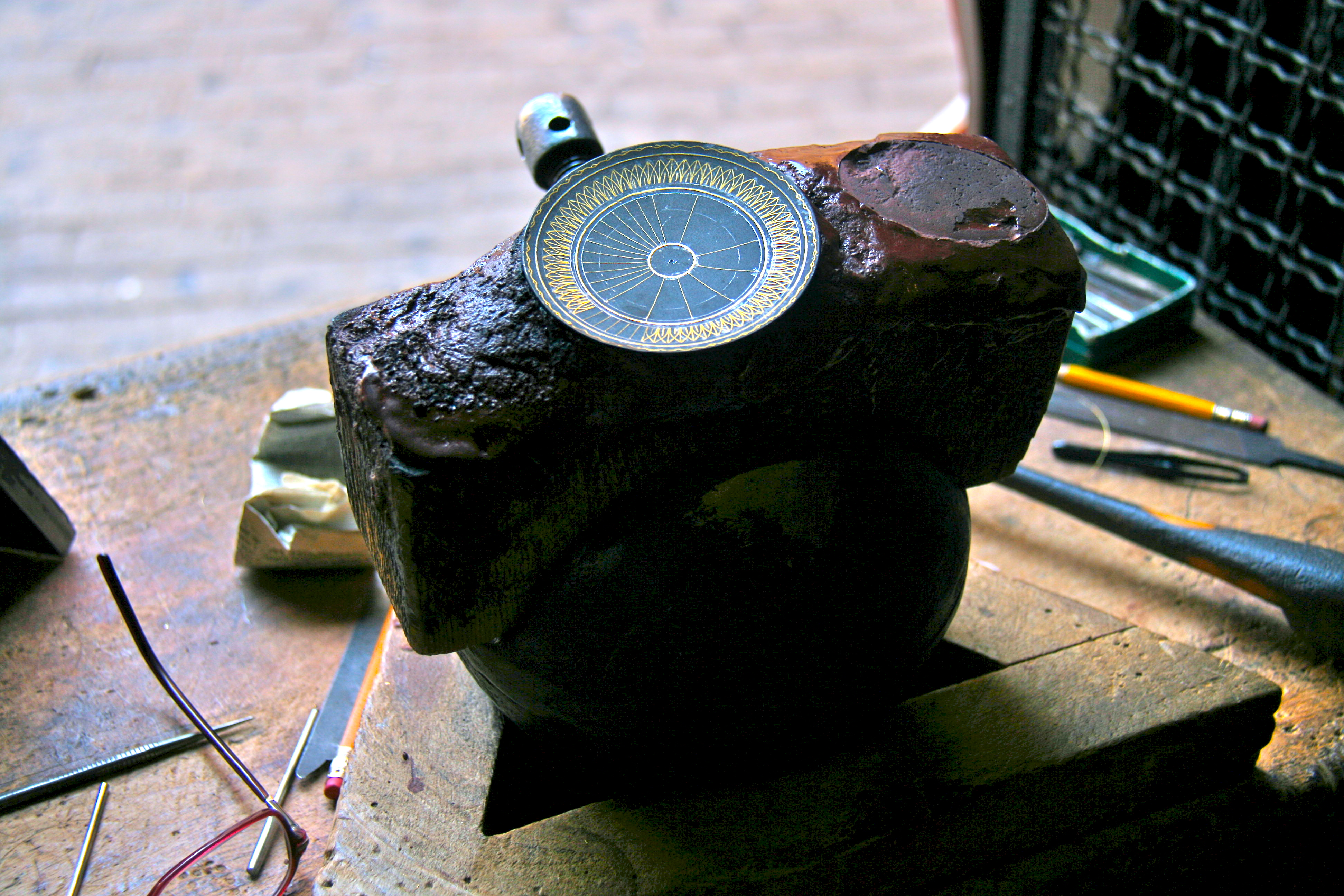
Elaboración del tradicional damasquinado de Éibar.

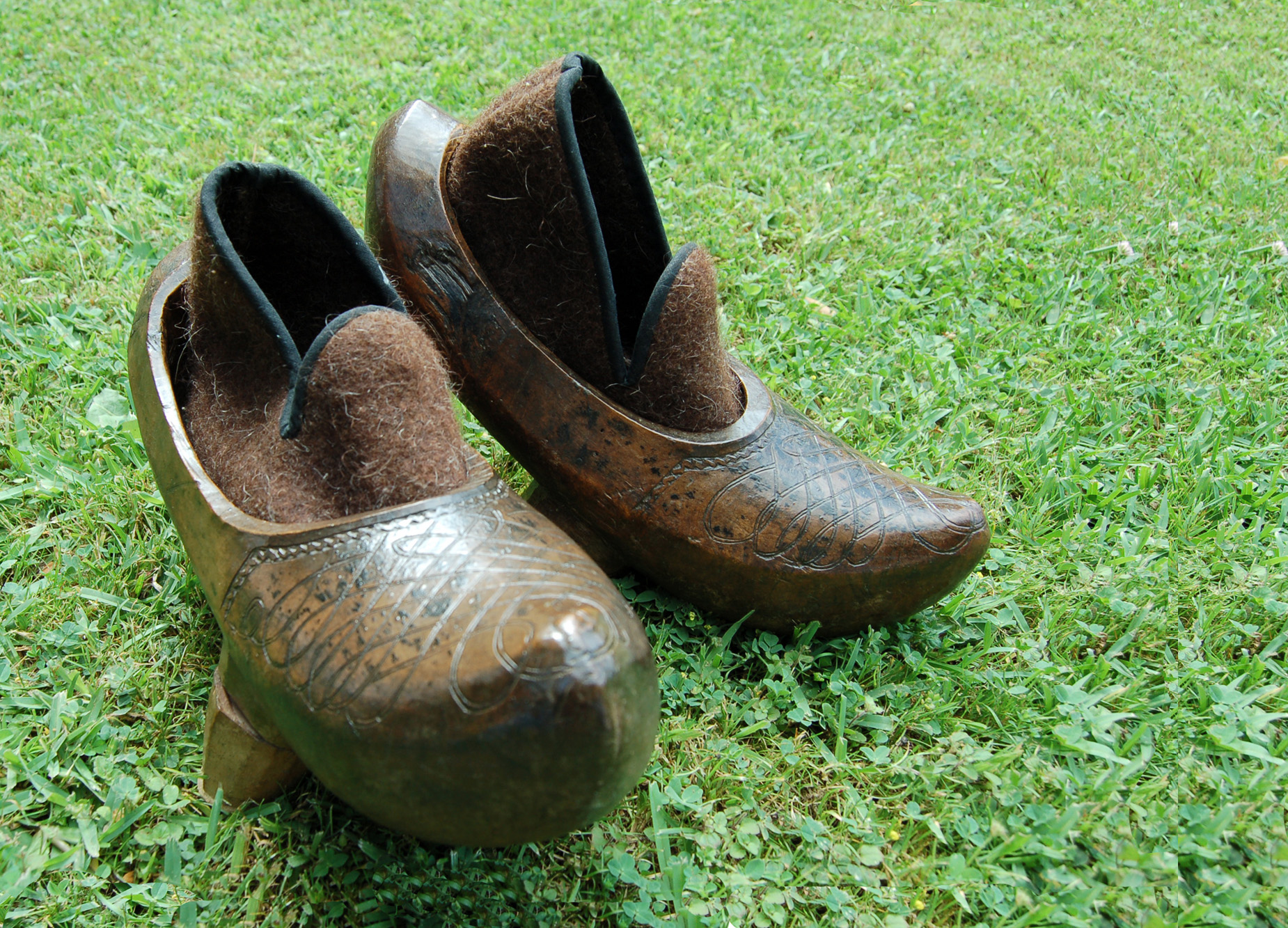
Famosas albarcas o zuecos de madera cántabros tallados manualmente.

Una Comunidad autónoma es una división territorial dentro del ordenamiento constitucional de España que está dotada de autonomía legislativa y competencias ejecutivas exclusivas así como la facultad de administrarse mediante sus propios representantes. La mayoría de estas entidades también es una nacionalidad histórica que conserva su cultura e identidad característica, por lo tanto además de los oficios artesanales que existen en el conjunto del país hay algunos que son exclusivamente típicos de las distintas comunidades.

### Galicia
Las actividades artesanales en esta comunidad tienen un gran reconocimiento internacional además de una arraigada tradición en su población, ya que aunque en los últimos años del siglo XX parecía que se estaban perdiendo ciertos oficios, actualmente vuelve a repuntar el número de artesanos y de talleres dedicados a este sector gracias en parte a las ventas al exterior y a la creación del Rexistro Xeral de Artesanía de Galicia en 1994. Cabe mencionar también que recientemente han sido elaborados por la Junta de Galicia diferentes estudios para mejorar los puntos más débiles de la comercialización y promoción de la artesanía gallega.
Entre los productos artesanales más conocidos de Galicia es posible encontrar la cerámica de Sargadelos, de la que se elaboran todo tipo de enseres y adornos, entre los que destacan las vajillas finamente decoradas con motivos florales. Famosos por excelencia son también los encajes de bolillos de Camariñas que poseen una gran variedad de motivos y los alfareros de la localidad gallega de Buño, que elaboran siguiendo las influencias arabescas todo tipo de trabajos en arcilla. Además, son igualmente importantes los orfebres y azabacheros de Santiago de Compostela cuyos oficios tradicionales son de los más antiguos en la comunidad gallega.

### Principado de Asturias
El sector artesanal de esta región data de la época anterior a la aparición de los romanos en Hispania, cuando la cultura castreña experimentaba su máximo esplendor. Desde esa etapa la artesanía asturiana ha destacado especialmente por su riqueza decorativa y diversidad, siendo los máximos exponentes de esta instrucción tradicional los trabajos elaborados en azabache, cerámica, cuero, madera y en múltiples metales. Es tal la relevancia de la artesanía popular entre sus habitantes que en todas las poblaciones de la comunidad se dedican exclusivamente días festivos para la celebración de ferias menestrales en las que se pueden encontrar todo tipo de enseres fabricados tradicionalmente.
Además de sus productos gastronómicos mundialmente conocidos son igualmente importantes otras fabricaciones como la loza fina de Faro, y las hechas en madera por los madreñeros ya que es la principal materia prima de la artesanía de Asturias. Conocidas son también las herrerías de Taramundi donde se fabrican diversos objetos para la cocina, aperos de labranza y cuchillos de madera de boj; la cerámica negra con arraigada tradición desde la edad de bronce y los bordados hechos a mano comunes también en el resto de España completan la oferta artesanal de la región.

### Cantabria
La artesanía tradicional cántabra está basada tradicionalmente en la madera como principal materia prima, porque durante siglos los lugareños acostumbraban a elaborar únicamente lo necesario de manera idéntica a como se hacía en otros pueblos del norte peninsular. Entre los productos típicos fabricados en este material se encuentran las albarcas, que eran utilizadas también en las regiones vecinas para no embarrarse los pies en las huertas, siendo las principales maderas empleadas en su fabricación el abedul, haya, nogal y castaño. Además, es interesante mencionar también a los fabricantes de rabeles de las villas de Liébana y Cabuérniga que son lugares con mucha tradición en este oficio.
Destacaron también los herreros, que fabricaban todo tipo de herramientas y enseres para el uso cotidiano. Se conservan algunas fraguas diseminadas por toda la comunidad, pero las más conocidas son las que se encuentran en las poblaciones de Liérganes, La Cavada y Carrejo. Finalmente es interesante conocer que la cantería es una profesión fuertemente arraigada aunque últimamente están desapareciendo muchos talleres de esta especialidad, dedicándose los pocos restantes a la reparación de viejas viviendas típicas cántabras.

### País Vasco
El País Vasco se caracteriza por una poseer una rica cultura artesanal fundamentada en la piedra, madera, cuero y el hierro. Es también notable dada la arraigada tradición musical de la comunidad la producción de instrumentos típicos como la Txalaparta o la Gaita, que tienen un papel fundamental en todo tipo celebraciones y actos de carácter festivo. La cantería es el oficio artesanal más importante de esta región española desde hace siglos, siendo los talleres vascos los que se encargaban de la extracción de la materia prima en las canteras y la posterior construcción de los más importantes edificios como el Monasterio del Escorial. La artesanía de madera es muy variada fabricándose en este material todo tipo de utensilios y enseres debido a que está muy extendido el uso de recipientes de madera entre la población, en especial del Kaiku y de las cucharas de madera de boj fabricadas en el valle de Santa Cruz de Campezo.
La cestería de Beizama goza de una excelente reputación porque utiliza en su elaboración cintas fabricadas a partir de maderas autóctonas, en especial la del castaño y el roble. Además también en estas maderas se tallan las famosas arcas conocidas como Kutxak destinado habitualmente para conservar los cereales recolectados de los cultivos, y el Txitxillu que es un banco de descanso alargado con respaldo y cajones debajo de los asientos. Es conocido también el uso de la técnica del damasquinado de Éibar a la hora de decorar superficies metálicas o cerámicas con incrustaciones y grabaciones de oro, plata y cobre hechas a martillo.

### Región de Murcia

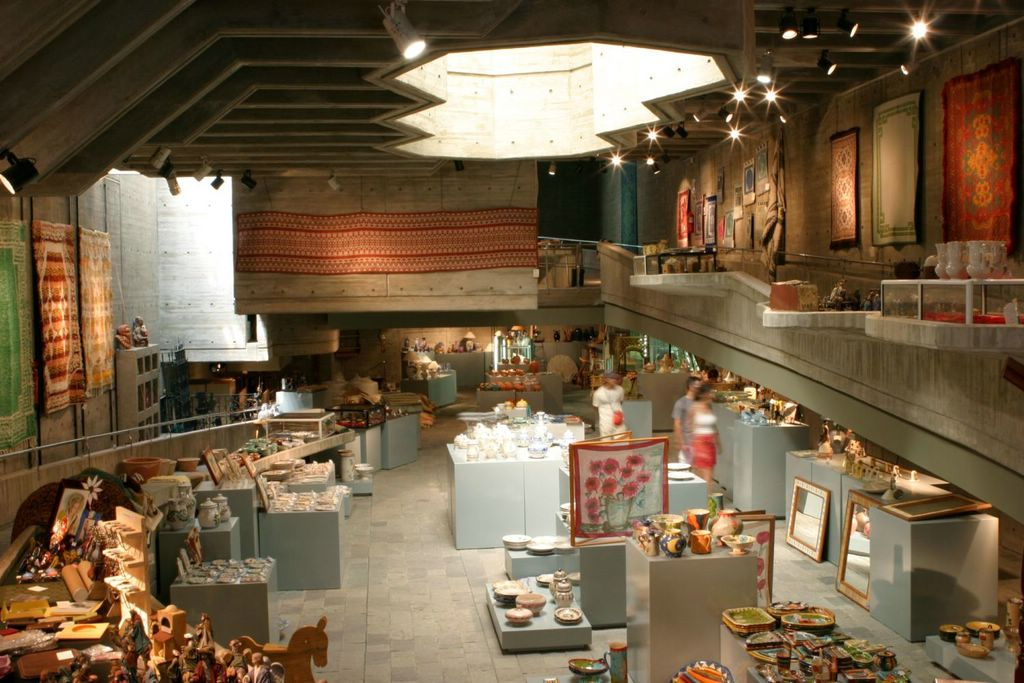
Centro Regional de Artesanía de Lorca.

La artesanía de la Región de Murcia se caracteriza por su proximidad a las labores tradicionales y ancestrales de los murcianos, teniendo desde hace siglos entre estos mucha importancia. Entre todas las modalidades que hoy en día tienen mayor notoriedad, habría que destacar los Belenes de Murcia, siendo el primer productor nacional, el Vidrio de Santa Lucía de Cartagena, la alfarería y la cerámica con numerosos talleres en los núcleos urbanos de Totana y Lorca, los bordados en oro y sedas lorquinos, que se pueden admirar en la Semana Santa en Lorca; así como las jarapas, tradicionales en toda la cuenca mediterránea, pero con la singularidad de ser elaboradas a partir del reciclaje de materiales procedentes de la industria textil
Hoy en día han surgido nuevas artesanías que también están presentes en el catálogo artesano de la Región de Murcia, tales como Bisuteros, Joyeros, Metalistero artístico, Esmaltador de arte, Zapatero, Manipulador de Cartón y Papel, Elaborador de cosméticos naturales, Sombrerero y un largo etcétera, que muestran la gran variedad y el buen hacer de los artesanos de esta región. Tampoco nos podemos olvidar de la artesanía de la alimentación, que transforma los alimentos mediante recetas y fórmulas tradicionales. Tenemos ejemplos tales como el apicultor, el chacinero-charcutero, el elaborador de conservas de frutas y vegetales, el quesero, el pastelero, etc, que ofrecen un producto de calidad y con las mayores garantías para los consumidores.

### Castilla-La Mancha
La artesanía de Castilla-La Mancha es rica y diversa. Con larga tradición en la producción tanto alfarera, la cual tiene como icono a las tinajas cervantinas; como cuchillera, con su máximo exponente en la provincia de Albacete. Esta producción es conocida en el mundo por ser un referente en la elaboración de cuchillos y navajas artesanales. Destaca asimismo por los trabajos textiles, en especial los bordados, el encaje de bolillos y el esparto.